# Eligio Insfrán
Eligio Antonio Insfrán – piłkarz paragwajski, napastnik.
Jako gracz klubu Club Guaraní był w kadrze reprezentacji podczas finałów mistrzostw świata w 1958 roku, gdzie Paragwaj, pomimo bardzo dobrej postawy, odpadł już w fazie grupowej. Insfrán nie zagrał w żadnym meczu.
Rok później wziął udział w turnieju Copa América 1959, gdzie Paragwaj zajął trzecie miejsce. Insfrán zagrał we wszystkich sześciu meczach – z Chile, Boliwią (w trakcie meczu zmienił go Enrique Jara Saguier), Urugwajem, Argentyna (w trakcie meczu zmienił go Enrique Jara Saguier), Brazylią i Peru.
Pod koniec 1959 roku wziął także udział w ekwadorskim turnieju Copa América 1959, gdzie Paragwaj spisał się fatalnie, zajmując ostatnie, piąte miejsce. Insfrán zagrał we wszystkich czterech meczach – z Brazylią (w trakcie meczu zmienił go Gerardo Núñez), Argentyną (zdobył bramkę, potem zmienił go Rolando Esquivel), Urugwajem i Ekwadorem (w trakcie meczu zmienił go Rolando Esquivel).
Razem z klubem Guaraní wziął udział w turnieju Copa Libertadores 1965.
Razem z reprezentacją Paragwaju wziął jeszcze udział w eliminacjach do finałów mistrzostw świata w 1974 roku i zdobył nawet bramkę w meczu z Boliwią.